# شمالی (ایالت سودان)
شمالیه یکی از ایالت‌های کشور سودان است.

## جغرافیا
مرکز این ایالت شهر دنقلا است.
مساحت این ایالت ۳۴۸,۷۶۵ کیلومتر مربع و جمعیت آن تقریباً ۶۰۰,۰۰۰ نفر است (سال ۲۰۰۰).

ایالت شمالیه سودان